# Скурлатов, Юрий Иванович
Юрий Иванович Скурлатов (17 декабря 1941 года, г. Павлово Горьковской области — 2019) — российский физикохимик, доктор химических наук (1981), профессор (1987), заведующий лабораторией гидроэкохимических процессов Института химической физики РАН. Кандидат в мастера спорта (альпинизм и скалолазание, 1966), главный тренер сборной РФ по скалолазанию (с 2007).
Почетный член IFSC. Являлся первым вице-президентом ФСР, почетным с 2007.

## Биография
Мать — Лидия Васильевна Скурлатова (в девичестве Ераксина); брат — Валерий Скурлатов.
Окончил факультет молекулярной и химической физики МФТИ (1966) и аспирантуру, в 1970 г. защитил кандидатскую диссертацию на тему «Вопросы взаимодействия О2 и H2O2 с комплексными ионами металлов».
Работал в Институте химической физики АН СССР (РАН), с 1987 г. заведующий лабораторией гидроэкохимических процессов.
В 1980 г. защитил докторскую диссертацию:
- Элементарные механизмы активации кислорода и перекиси водорода в водных растворах : диссертация … доктора химических наук : 02.00.15. — Москва, 1980. — 399 с. : ил.

В 1987 г. утверждён в ученом звании профессора.
Автор более 200 научных работ, в том числе монографий и учебников. Соавтор 8 изобретений.
Публикации:
- Химия и жизнь воды / Ю. И. Скурлатов, Г. Г. Дука. — Кишинев : Картя молдовеняскэ, 1989. — 124,[2] с. : ил.; 20 см; ISBN 5-362-00126-4 : 30 к.
- Введение в экологическую химию : [Учеб. пособие для хим. и хим.-технол. спец. вузов] / Ю. И. Скурлатов, Г. Г. Дука, А. Мизити. — М. : Высш. шк., 1994. — 399,[1] с. : ил.; 21 см; ISBN 5-06-002593-4 (В пер.) :
- Каталитические реакции и охрана окружающей среды / А. Я. Сычев, С. О. Травин, Г. Г. Дука, Ю. И. Скурлатов; Отв. ред. Д. Г. Батыр. — Кишинев : Штиинца, 1983. — 271 с. : ил.; 22 см; ISBN В пер. (В пер.) :

Кандидат в мастера спорта (альпинизм и скалолазание, 1966). Главный тренер сборной РФ по скалолазанию (с 2007). Судья всесоюзной категории. Председатель комитета спортивного скалолазания Федерации альпинизма СССР (1984—1990).
Умер в ночь с 23 на 24 августа 2019 года.